# РТИ Системы
Концерн «РТИ Системы» — (Акционерное Общество «Концерн «Радиотехнические и Информационные Системы») российская машиностроительная компания. Осуществляет научно-техническую и производственную деятельность в таких отраслях, как радиостроение и ракетная техника, комплексные системы связи и безопасности, приводная техника. Входит в сотню крупнейших оборонных компаний мира.
Полное наименование — Акционерное общество «Концерн «Радиотехнические и Информационные Системы».
Создана в 2000 году финансовой корпорацией «Система» на базе двух ведущих российских радиотехнических институтов — РТИ и НИИДАР — с целью «построить из института бизнес». Штаб-квартира компании расположена в Москве.
Из-за вторжения России на Украину, компания находится под международными санкциями Евросоюза, США, Великобритании и ряда других стран
С 06.02.2023 называется Акционерное общество "Научно-производственное объединение дальней радиолокации" (АО "НПО дальней радиолокации"). Уставный капитал АО "НПО дальней радиолокации" составляет 34 млн руб. (до 03.11.2022 уставный капитал составлял 26,7 млн руб.). Организация не применяет специальных режимов налогообложения (находится на общем режиме).
Собственники и руководство
По состоянию на 2017 год, основным акционером АО «Концерн «РТИ Системы» являлся холдинг АО «РТИ». Акционерами АО «РТИ», в свою очередь, являлись АФК «Система» (87%), Совкомбанк (10%) и С. Ф. Боев (3%). ОАО «РТИ» было учреждено АФК «Система» и Банком Москвы в феврале 2011 года путём внесения в уставный капитал 97% акций ОАО «Концерн «РТИ Системы», принадлежащих АФК «Система», и денежных средств (2,88 млрд руб. — АФК «Система» и 3 млрд руб. — Банк Москвы).
В июле 2021 года АФК «Система» снизила до неконтрольной долю в компании «Интеллектуальные технические решения» (ИТР), в которую были объединены все бывшие активы корпорации, работавшие с госзаказом, включая концерн «РТИ». В июне 2021 года АФК сократила свою долю в РТИ ниже контрольной до 3 %, а в мае 2022 года — полностью вышла из капитала концерна.
Генеральный директор АО «Концерн «РТИ Системы» — Аношко Юрий Геннадьевич (с 30.12.2020).

## Деятельность
Предприятия концерна выпускают радиотехническую продукцию, аэрокосмические и наземные системы управления и связи, двигатели, низковольтную аппаратуру и др. В числе направлений деятельности — создание информационных средств ракетно-космической обороны, организация технической эксплуатации систем предупреждения о ракетном нападении, контроля космического пространства, противоракетной обороны, механотроника. Концерну принадлежат контрольные пакеты акций следующих предприятий и организаций:
Радиостроение и ракетная техника
- АО «РТИ имени академика Минца» (83,27 %)[14]
- ОАО «НПК НИИДАР» (50 % плюс 2 акции)
- ОАО «Саранский телевизионный завод» (100 %)
- ОАО «ОКБ-Планета» (55,15 %)
- ЗАО «РТИ Радио» (100 %)
- ЗАО «Р. О. С. СПЕЦТЕХМОНТАЖ»
- АО «Дубненский машиностроительный завод» им. Н. П. Фёдорова» (100 %)
- ЗАО «РТИ-Инвест»

Комплексные системы связи и безопасности
- ЗАО «Вымпел Система» (66,5 %)
- ОАО «МТУ Сатурн» (78,49 %)
- ЗАО «НПК „Высокие технологии и стратегические системы“» (100 %)
- ЗАО «Центр-Телко»
- ЗАО НИИ «Центрпрограммсистем»
- ОАО «Технологический Центр «Геоинформатика»
- ОАО «Интеллект-Телеком»
- Санкт-Петербургский филиал ОАО «Концерн РТИ Системы» (закрыт в 2010 году[15])

Приводная техника
- Группа компаний «Уралэлектро» (50 % плюс 1 акция)
- Группа компаний «Watt-Drive» (с 2008 по 2011 гг.[16])

На предприятиях концерна работает более 8 тыс. человек. Выручка за 2007 год — $375 млн (за 2006 год — $248,9 млн).
Основными конкурентами концерна являются:
- на внутреннем рынке оборонных решений — Концерн ПВО «Алмаз-Антей», ФГУП «ЦНИИ «Комета», Концерн «Созвездие»;
- на внутреннем рынке комплексных систем безопасности — «Verysell», «КРОК», «Микротест» и другие;
- на внешнем рынке информационно-телекоммуникационных систем — Raytheon, BAE Systems, Thales;
- на внешнем рынке приводных систем — Schneider Electric, General Electric, ABB, Siemens, WEG, Eaton/Moeller, а также некоторые китайские компании.

## Продукция
- беспилотные летательные аппараты: Кайра, Авиус-1, Вяхирь, Форпост, на базе самолёта Diamond DA42[18]
- радиофотонные РЛС терагерцового диапазона